# Первый интернационал
Пе́рвый интернациона́л (официальное название Междунаро́дное това́рищество трудя́щихся или Междунаро́дное това́рищество рабо́чих (МТР)) — первая массовая международная организация рабочего класса, учреждена 28 сентября 1864 года в Лондоне. 
МТТ объединяла ячейки из 13 европейских государств и США. Эта организация прекратила своё существование в 1876 году из-за раскола на марксистов и анархистов в 1872 году.  

## История создания
В июле 1863 года в Лондоне в Сент-Джеймс-холле состоялся митинг с участием лондонских рабочих, делегации рабочих Франции, Германии и других государств, революционеры-эмигранты, жившие в Лондоне, в поддержку польского национально-освободительного восстания (бунта). Присутствовало не менее двух тысяч человек.  Участники митинга приняли решение создать международную рабочую организацию, названную конгресс Соединённых штатов труда. На митинге присутствовал Карл Маркс, он не выступал, но был избран в состав руководства провозглашённой организации.  Руководящий орган позже был назван Генеральным советом. Так же было решено, что его главная резиденция будет располагаться в Лондоне как самом безопасном для организации месте, а второй съезд организации соберется в 1865 году. По просьбе Генерального совета Карл Маркс подготовил Учредительный манифест и Временный устав товарищества, утверждённые 1 ноября того же года. Он предложил более благозвучное название организации — Интернационал.
«Завоевание политической власти стало, следовательно, великой обязанностью рабочего класса», — указывал Маркс. По своей численности рабочие могут рассчитывать на победу. Но численность ещё не решает дела. Чтобы добиться победы над буржуазией, рабочему классу надо объединиться и создать свою партию. Манифест призывал рабочих бороться с несправедливыми грабительскими войнами. Как и «Манифест Коммунистической партии», он заканчивался лозунгом: «Пролетарии всех стран, соединяйтесь!».

## Дальнейшая работа

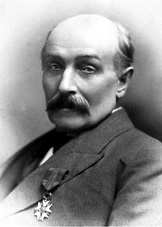
Уильям Рандал Кример — генеральный секретарь Международного товарищества рабочих с 1865 по 1867 год

Высшим руководящим органом Интернационала был конгресс. В промежутках между конгрессами руководство осуществлялось Генеральным Советом. В отдельных государствах, городах и странах создавались секции Интернационала — местные организации. Генеральный Совет находился в Лондоне. В 1865 году секции Интернационала были созданы во многих странах Европы. Теория научного коммунизма, разработанная Марксом, нашла противников в лице анархистов, во главе которых стоял Михаил Бакунин. В результате разделения Интернациональное общество рабочих прекратило своё существование.
3—8 сентября 1866 года в Женеве состоялся I конгресс Интернационала, в котором участвовали 60 делегатов, представлявших 25 секций и 11 обществ Великобритании, Франции, Швейцарии и Германии. Конгресс обсудил вопрос о профсоюзах. В решении конгресса было сказано, что профсоюзы должны организовать борьбу пролетариата против системы наёмного труда и власти капитала — борьбу не только экономическую, но и политическую. Среди прочего, требовались 8-часовой рабочий день, охрана женского и запрет детского труда, бесплатное политехническое образование, введение рабочих милиций вместо постоянных армий.
2—8 сентября 1867 года в Лозанне собрался II конгресс, на котором были также делегаты от Бельгии и Италии. Резолюция конгресса провозглашала неотъемлемость политических свобод как условия социального освобождения пролетариата.
6—13 сентября 1868 года в Брюсселе прошёл III конгресс Интернационала при участии сотни делегатов (добавились участники из Испании). В результате острых споров и горячих дискуссий было принято решение, что не только рудники, шахты, леса, фабрики и тому подобное должны быть обращены в общественную собственность, но и земля. IV конгресс в Базеле в 1869 подтвердил это решение.

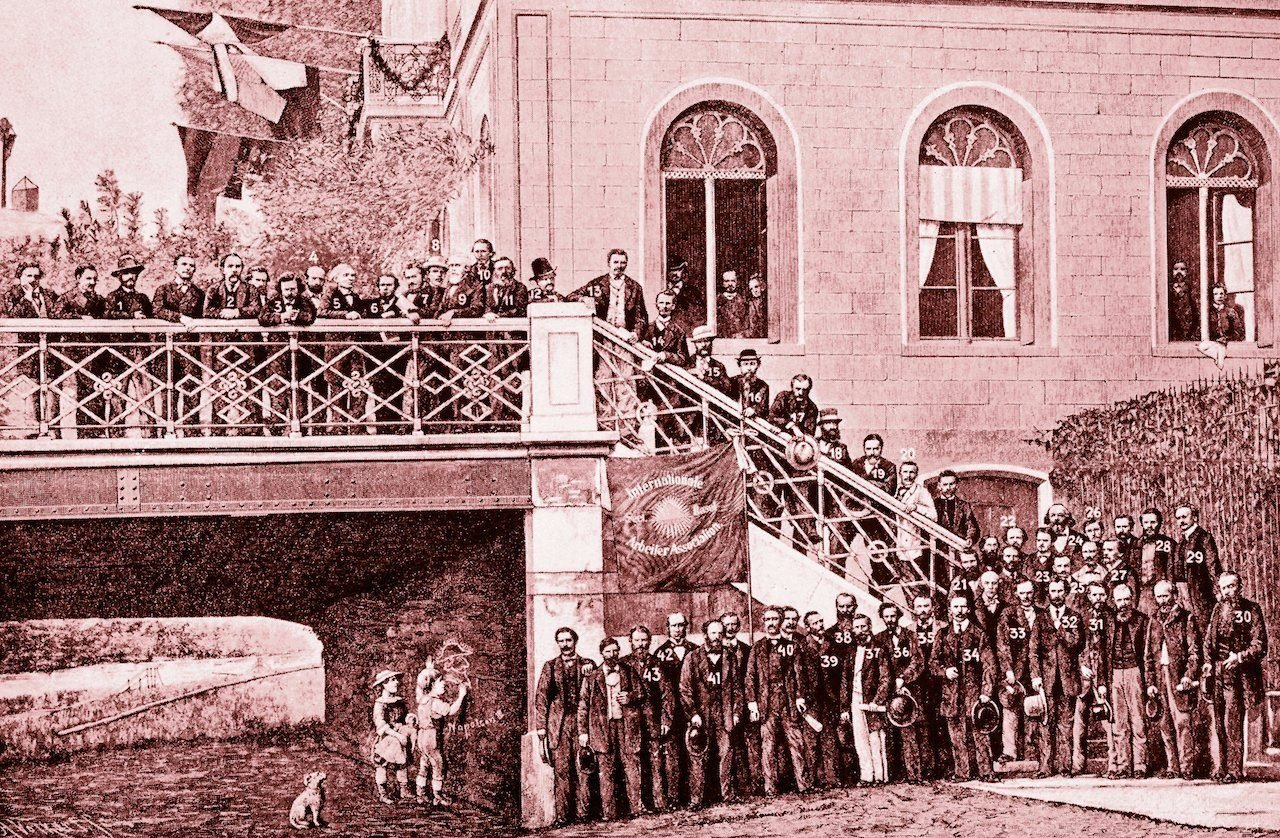
Делегаты Первого интернационала в Базеле в 1869 г.

На IV конгрессе Интернационала в Базеле (6—12 сентября 1869 года) особенно чётко определились различные течения внутри Интернационала. Голосования по различным резолюциям и поправкам выявили следующий «расклад сил»:
- 63 % делегатов сгруппировались под текстами так называемого антиавторитарного крыла («бакунистов — анархистов»)
- 31 % сгруппировались под текстами активистов, названных марксистами.
- 6 % поддержали свои мютюэлистские убеждения («прудонисты — анархисты»).

При этом первые два течения согласились и проголосовали за предложение по обобществлению земли. И, наконец, единодушно конгресс решает организовать трудящихся в общества сопротивления — синдикаты (профсоюзы).
Созыв очередного конгресса Интернационала, запланированного на сентябрь 1870 года в немецком Майнце, сорвала Франко-прусская война, но Генеральный совет в лице Маркса выпустил воззвания, призывавшие рабочий класс Германии и Франции к интернационализму.
Парижская коммуна 1871 года, казалось, объединила противоборствующие марксистское и анархистское крылья Интернационала (и даже прудонистов). Среди коммунаров были активные члены Интернационала разных направлений, как французы (Виктор Жаклар, Эжен Варлен, Бенуа Малон, Артур Арну, Элизе Реклю), так и восточноевропейские эмигранты (Лео Франкель, Ярослав Домбровский, Елизавета Дмитриева, Анна Корвин-Круковская); ряд из них погиб на баррикадах. Сочинение Маркса «Гражданская война во Франции», посвящённое опыту Коммуны, было создано как воззвание Генерального Совета I Интернационала.

## Раскол и роспуск
Раскол произошёл в начале сентября 1872 года во время V конгресса в Гааге. Место конгресса уже вызвало противоречия — некоторые объединения считали, что оно должно оставаться в Швейцарии, где 12 ноября 1871 года из числа сторонников Бакунина была создана Юрская федерация, стоявшая на принципах анархо-коллективизма, федерализма и антиэтатизма. Джеймсу Гильому и Адемару Швицгебелю было поручено представить «антиавторитарное» движение на конгрессе официально и покинуть конгресс в случае отрицательного голосования по структуре Интернационала. На конгресс собрались 65 делегатов из десятка стран. Вследствие официозного сохранения его автономной международной структуры (Демократический общественный альянс), Бакунин и его сторонники были исключены из Интернационала. Генеральный совет был перенесён в Нью-Йорк. Активисты и объединения, солидарные с исключёнными, покинули Международную ассоциацию трудящихся.
Вскоре в Интернационале федералистов объединилось большинство федераций (испанская, итальянская, бельгийская, британская, голландская, которая была в Гааге «принимающей стороной»). Во всех этих странах у марксистов оставались немногочисленные секции меньшинства. Французы и швейцарцы разделились. Марксисты продолжали удерживать большинство в Австрии, Португалии и Дании, а в Германии лассальянцы (также вскоре поддержавшие антиавторитарный Интернационал) оставались более сильным течением, чем марксизм.
Но бельгийцам, голландцам и англичанам были ближе идеи Маркса, и вскоре после раскола они перешли в его «осколок» Интернационала.
Раскол МТР называют переломным моментом для европейского социалистического движения. В истории социализма раскол рассматривается как точка, в которой движение разделилось на два крыла — марксистское и анархистское. Это, однако проявилось не сразу: значимость краха Первого интернационала росла лишь по мере углубления враждебности между анархистами и марксистами, и в ретроспективе это стало особенно очевидным.
После ослабления, вызванного репрессиями, которые последовали за подавлением Парижской коммуны, этот раскол стал фатальным для Первого интернационала, деятельность его прогрессивно угасала. Базируясь в США, Интернационал продолжал существовать 4 года. В 1876 году было принято решение о его роспуске.
Часть I Интернационала, не подчинившаяся решениям Гаагского конгресса в вопросе о политической деятельности пролетариата, продолжала созывать конгрессы. Их организация продолжала именоваться «Международная ассоциация трудящихся», но была более известна как Анархистский интернационал. В 1877—1921 году деятельность этой организации замерла, однако в 1922 году она возродилась с тем же названием, существуя и поныне.